# Chacabuco (Argentyna)
Chacabuco – miasto w Argentynie w prowincji Buenos Aires.
W 2015 roku miasto liczyło 40,2 tys. mieszkańców.